# Східний Манич
Східний Манич — річка на півдні Європейської частини Російської Федерації у Кумо-Маницький улоговині. Східний Манич тече на схід, гублячись в степу не досягаючи Каспію. Витоки знаходяться в Калмикії та Ставропольському краї.
Східний Манич прямує на схід через Калмикію вздовж її межі зі Ставропольським краєм, і закінчується в Состинських озерах. Згідно з російськими географами, Східний Манич має довжину 141 км; разом з сухими водотоками у низов'ях — понад 220 км.
Чограйське водосховище (45°29′30″ пн. ш. 44°36′10″ сх. д. / 45.49167° пн. ш. 44.60278° сх. д.) було побудовано на річці у 1969 році.  Водосховище отримує воду з річок Терек і Кума через Терсько-Кумський канал (побудовано у 1958) і Кумо-Маницький канал (побудовано у 1965).
У минулому річка Калаус, досягаючи тальвегу Кумо-Маницької западини, розгалужувався. Русло, яке прямує від цієї точки (45°43′ пн. ш. 44°06′ сх. д. / 45.717° пн. ш. 44.100° сх. д.) на північ і далі на захід, до озера Манич-Гудило, ставало початком Західного Маничу; русло, яке прямує на південь і далі на схід, ставало початком Східного Маничу. Згодом у цьому місці була побудована Калауська гребля, яка перешкоджає стоку води Калаус до Східного Маничу; таким чином, Калаус став лише притокою Західного Маничу.